# Nemuri Kyōshirō manji giri
Pour les articles homonymes, voir Giri (homonymie).
Pour plus de détails, voir Fiche technique et Distribution.
Nemuri Kyōshirō manji giri (眠狂四郎 卍斬り) est un film japonais réalisé par Kazuo Ikehiro, sorti en 1969. C'est l'adaptation du roman Nemuri Kyōshirō de Renzaburō Shibata. Le rôle principal est tenu par Hiroki Matsukata, il interprète le personnage de Nemuri Kyōshirō en remplacement de Raizō Ichikawa. Dans ce film, Masakazu Tamura tient le rôle du méchant, plus tard, il interprétera à son tour le personnage de Nemuri Kyōshirō,.

## Synopsis
L'aîné du clan Kishiwada demande à Nemuri Kyōshirō endormi de tuer une femme ainsi  Kyōshirō est impliqué dans un conflit entre le clan Satsuma et le clan Kishiwada. Un jour, il rencontre Umezu Ichirota qui est une métisse comme Kyōshirō,.

## Fiche technique
- Titre original : Nemuri Kyōshirō manji giri (眠狂四郎 卍斬り?)
- Réalisateur : Kazuo Ikehiro
- Scénariste : Yoshikata Yoda
- Photographie : Senkichirō Takeda
- Société de production : Daiei
- Musique : Takeo Watanabe
- Pays d'origine :  Japon
- Langue originale : japonais
- Genres : film d'aventure ; jidai-geki ; chanbara
- Durée : 88 minutes (métrage : huit bobines - 2 393 m[4])
- Date de sortie :
  - Japon : 20 décembre 1969[4]

## Distribution
- Hiroki Matsukata : Nemuri Kyōshirō
- Masakazu Tamura : Umezu Ichirota
- Ichirō Nakatani : Benjiro Okumura
- Seiichirō Kameishi : Okabe
- Yōko Namikawa : Rei
- Kikko Matsuoka : Chisa
- Reiko Kasahara :
- Yoshi Katō